# Shahrestān di Juybar
Lo shahrestān di Juybar (farsi شهرستان جویبار) è uno dei 20 shahrestān della provincia del Mazandaran, il capoluogo è Juybar. Lo shahrestān è suddiviso in 2 circoscrizioni (bakhsh): 
- Centrale (بخش مرکزی)
- Gil Khuran (بخش گیل‌خوران), capoluogo Kuhi Kheyl.